# Soulier d'or belge 1967
Le Soulier d'or 1967 est un trophée individuel, récompensant le meilleur joueur du championnat de Belgique sur l'ensemble de l'année 1967. Ceci comprend donc à deux demi-saisons, la fin de la saison 1966-1967, de janvier à juin, et le début de la saison 1967-1968, de juillet à décembre.

## Lauréat
Il s'agit de la quatorzième édition du trophée, remporté par le gardien de but du FC Bruges Fernand Boone. Il est le premier joueur du club à remporter le trophée, et le deuxième gardien récompensé. Le club brugeois termine vice-champion, et la régularité de Boone lui vaut d'être appelé en équipe nationale belge. Il devance deux joueurs du Standard de Liège, Roger Claessen et Nico Dewalque, et comme l'an passé, le premier joueur anderlechtois n'est que quatrième, malgré un nouveau titre remporté par le club bruxellois. Les votants estiment à l'époque que les performances d'Anderlecht « parlent d'elles-même », et choisissent de donner leur préférence aux joueurs des autres équipes.

## Top 5
| Place | Joueur         | Nationalité | Club(s)           | Points |
| ----- | -------------- | ----------- | ----------------- | ------ |
| 1.    | Fernand Boone  |             | FC Bruges         | 158    |
| 2.    | Roger Claessen |             | Standard de Liège | 116    |
| 3.    | Nico Dewalque  |             | Standard de Liège | 86     |
| 4.    | Wilfried Puis  |             | RSC Anderlecht    | 52     |
| 5.    | Johan Devrindt |             | RSC Anderlecht    | 26     |

### Sources
- (nl) Cet article est partiellement ou en totalité issu de l’article de Wikipédia en néerlandais intitulé « Belgische Gouden Schoen 1967 » (voir la liste des auteurs).